# Liste d'élèves de l'École des chartes
Cette liste de chartistes recense les élèves notoires de l'École nationale des chartes.
Les promotions sont désignées par l’année de soutenance de thèse et, par conséquent d’obtention du diplôme d’archiviste paléographe (ainsi, une personne ayant obtenu le concours en 1996 fera sa scolarité de septembre 1996 à décembre 1999, soutiendra sa thèse en mars 2000 et fera partie de la promotion 2000), créé en 1829. Les thèses n’existent qu'à partir de 1849 : antérieurement, la promotion dépend de l’année de sortie. La première promotion entre à l’École des chartes en 1821 et sort donc en 1825.
Les noms indiqués en italique sont ceux d'élèves qui ont réussi le concours et suivi une partie de la scolarité mais n'ont pas obtenu le diplôme d'archiviste paléographe.

## Liste
| Promotion | Nom                                 | Activités principales                                     |
| --------- | ----------------------------------- | --------------------------------------------------------- |
| 1821      | Jean-Baptiste Capefigue             | historien et journaliste                                  |
| 1821      | Ernest Clerc de Landresse           | orientaliste                                              |
| 1821      | Pierre-Augustin Faudet              | théologien                                                |
| 1821      | Amable Floquet                      | bibliothécaire et historien                               |
| 1821      | Léon Lacabane                       | bibliothécaire et paléographe                             |
| 1821      | Alexandre Le Noble                  | avocat et historien                                       |
| 1822      | Alexandre Barbié du Bocage          | avocat et géographe                                       |
| 1822      | Eugène Burnouf                      | linguiste indologue                                       |
| 1822      | Benjamin Guérard                    | historien                                                 |
| 1822      | Paul-Émile Le Vaillant de Florival  | arméniste                                                 |
| 1822      | Jules de Pétigny                    | archéologue et historien                                  |
| 1822      | Hippolyte Rolle                     | journaliste                                               |
| 1832      | Antoine Le Roux de Lincy            | bibliothécaire                                            |
| 1832      | Alexandre Teulet                    | archiviste et historien                                   |
| 1833      | Adrien Berbrugger                   | archéologue et philologue                                 |
| 1834      | Louis Douët d'Arcq                  | archiviste et sigillographe                               |
| 1834      | Gustave Fallot                      | philologue                                                |
| 1834      | Jules Quicherat                     | archéologue et historien                                  |
| 1834      | Louis Rédet                         | archiviste                                                |
| 1835      | Martial Delpit                      | historien et homme politique                              |
| 1837      | André Borel d'Hauterive             | bibliothécaire et historien                               |
| 1837      | Albin de Chevallet                  | philologue                                                |
| 1837      | Edward Le Glay                      | haut fonctionnaire et historien                           |
| 1837      | Auguste Vallet de Viriville         | archiviste et historien                                   |
| 1837      | Francis Wey                         | archiviste et écrivain                                    |
| 1839      | Paul Bataillard                     | archiviste et ethnographe                                 |
| 1839      | Ernest de Fréville                  | historien                                                 |
| 1839      | Louis de Mas Latrie                 | historien et paléographe                                  |
| 1840      | François Guessard                   | philologue                                                |
| 1841      | Henri Bordier                       | historien                                                 |
| 1841      | Félix Bourquelot                    | paléographe                                               |
| 1841      | Ludovic Lalanne                     | bibliothécaire et historien                               |
| 1843      | Anatole de Barthélemy               | archéologue et numismate                                  |
| 1843      | Antoine Dareste de La Chavanne      | historien                                                 |
| 1843      | Alfred de Martonne                  | archiviste, journaliste et historien                      |
| 1845      | Amédée Tardieu                      | bibliothécaire et géographe                               |
| 1846      | Vincent Audren de Kerdrel           | homme politique                                           |
| 1846      | Athanase Cucheval-Clarigny          | historien et journaliste                                  |
| 1846      | Rodolphe Dareste de La Chavanne     | historien du droit et magistrat                           |
| 1846      | Eugène de Rozière                   | historien du droit et homme politique                     |
| 1847      | Eustache-Maur François Saint-Maur   | archiviste paléographe, magistrat                         |
| 1847      | Eugène Rendu                        | homme politique                                           |
| 1848      | Auguste Poulet-Malassis             | éditeur                                                   |
| 1849      | Léopold Delisle                     | historien                                                 |
| 1849      | Auguste Himly                       | géographe et historien                                    |
| 1849      | Charles Marty-Laveaux               | historien de la littérature                               |
| 1849      | Adolphe Tardif                      | historien du droit                                        |
| 1850      | Henri d'Arbois de Jubainville       | celtologue                                                |
| 1850      | Charles de Grandmaison              | archiviste                                                |
| 1850      | Adrien Gréa                         | chanoine                                                  |
| 1850      | Lucien Merlet                       | archiviste                                                |
| 1850      | Anatole de Montaiglon               | bibliothécaire et historien de l’art                      |
| 1850      | Charles Tranchant                   | homme d'affaires et homme politique                       |
| 1851      | Edgard Boutaric                     | historien                                                 |
| 1851      | Charles de Beaurepaire              | archiviste et historien                                   |
| 1852      | Hippolyte Cocheris                  | bibliothécaire et homme politique                         |
| 1852      | Arthur de La Borderie               | historien                                                 |
| 1852      | Victor Langlois                     | orientaliste                                              |
| 1852      | Louis Passy                         | homme politique                                           |
| 1852      | Célestin Port                       | archiviste                                                |
| 1852      | Theodor von Sickel                  | historien                                                 |
| 1853      | Alfred Giraud                       | homme politique                                           |
| 1854      | Augustin Chassaing                  | magistrat et historien                                    |
| 1854      | Louis Lacour                        | archiviste et bibliothécaire                              |
| 1854      | Lorédan Larchey                     | bibliothécaire, conservateur et lexicographe              |
| 1854      | Félix Rocquain                      | historien                                                 |
| 1855      | Auguste Castan                      | archéologue et historien                                  |
| 1855      | Léon Gautier                        | historien de la littérature et philologue                 |
| 1856      | Louis Blancard                      | numismate                                                 |
| 1856      | Claude Guigue                       | archiviste et historien                                   |
| 1857      | Charles Beauquier                   | homme politique                                           |
| 1857      | Émile Campardon                     | archiviste et historien                                   |
| 1857      | Henri de L'Épinois                  | bibliothécaire et historien                               |
| 1857      | Paul Raymond                        | archiviste et historien                                   |
| 1858      | Jules Lair                          | historien                                                 |
| 1858      | Siméon Luce                         | archiviste et historien                                   |
| 1859      | Paul Lacombe                        | historien                                                 |
| 1861      | Albert Lecoy de La Marche           | archiviste et historien                                   |
| 1861      | Paul Meyer                          | philologue                                                |
| 1862      | Gaston Paris                        | philologue                                                |
| 1862      | Gustave Saige                       | paléographe                                               |
| 1862      | Paul Viollet                        | historien                                                 |
| 1863      | Jules Guiffrey                      | archiviste et historien de l'art                          |
| 1863      | Alexandre Tuetey                    | archiviste et historien                                   |
| 1864      | Adrien Arcelin                      | préhistorien                                              |
| 1864      | Harold de Fontenay                  | historien de l'art, conservateur de musée, bibliothécaire |
| 1864      | Alexandre de Lamothe                | archiviste et historien                                   |
| 1865      | Louis Duval                         | archiviste                                                |
| 1865      | Jules Finot                         | archiviste et historien                                   |
| 1865      | José-Maria de Heredia               | poète                                                     |
| 1865      | Henry Lemonnier                     | historien de l'art                                        |
| 1865      | Léon Maître                         | archiviste et historien                                   |
| 1865      | Arthur de Marsy                     | archéologue, bibliographe, historien et numismate         |
| 1866      | Daniel Bernard                      | écrivain                                                  |
| 1866      | Arthur Bertrand de Broussillon      | historien                                                 |
| 1866      | Jules Doinel                        | archiviste et occultiste                                  |
| 1866      | Louis Lefoullon                     | homme politique                                           |
| 1866      | Marius Sepet                        | bibliothécaire                                            |
| 1866      | Émile Travers                       | archéologue                                               |
| 1867      | Louis Courajod                      | historien de l'art                                        |
| 1867      | Victor Duchemin                     | archiviste et historien                                   |
| 1867      | Gustave Fagniez                     | historien                                                 |
| 1867      | René de Lespinasse                  | historien                                                 |
| 1867      | Émile Maupas                        | biologiste                                                |
| 1867      | Jules Soury                         | historien                                                 |
| 1868      | François Bonnardot                  | archiviste, historien et linguiste                        |
| 1868      | Paul Cauwès                         | économiste et juriste                                     |
| 1868      | Louis Chauffier                     | prêtre                                                    |
| 1868      | Armand Rendu                        | archiviste et homme politique                             |
| 1868      | Georges Tholin                      | archiviste et historien                                   |
| 1868      | Alphonse Vétault                    | écrivain et historien                                     |
| 1869      | Eugène Aubry-Vitet                  | historien et homme politique                              |
| 1869      | Étienne Charavay                    | historien et libraire                                     |
| 1869      | Arsène Darmesteter                  | philologue                                                |
| 1869      | Antoine Héron de Villefosse         | archéologue                                               |
| 1869      | Arthur Loth                         | historien                                                 |
| 1869      | Léopold Pannier                     | bibliothécaire et historien                               |
| 1869      | Camille Pelletan                    | homme politique                                           |
| 1870      | Jules Gauthier                      | archiviste et historien                                   |
| 1870      | Arthur Giry                         | diplomatiste et historien                                 |
| 1870      | Henri Sculfort                      | homme politique                                           |
| 1870      | René de Maulde-La Clavière          | diplomatiste                                              |
| 1871      | Paul Parfouru                       | archiviste                                                |
| 1872      | Georges Musset                      | archéologue et historien                                  |
| 1873      | Arthur du Chêne                     | archiviste, historien et journaliste                      |
| 1873      | Théophile Dufour                    | archiviste, bibliothécaire, historien et juriste          |
| 1873      | Henri Hervieu                       | homme politique                                           |
| 1873      | Robert de Lasteyrie                 | archiviste, historien et homme politique                  |
| 1873      | Auguste Molinier                    | historien                                                 |
| 1874      | Adolphe Cohn                        | historien de la littérature                               |
| 1874      | Alfred Morel-Fatio                  | historien                                                 |
| 1875      | Léon Clédat                         | écrivain                                                  |
| 1875      | Jacques Normand                     | écrivain                                                  |
| 1875      | Gaston Raynaud                      | philologue et bibliothécaire                              |
| 1876      | Charles Bémont                      | historien                                                 |
| 1876      | Élie Berger                         | paléographe                                               |
| 1876      | Henri de Flamare                    | archiviste                                                |
| 1876      | Louis Demaison                      | archiviste                                                |
| 1876      | Julien Havet                        | historien                                                 |
| 1877      | Xavier de Bonnault d'Houët          | historien                                                 |
| 1877      | Alfred Chilhaud-Dumaine             | diplomate                                                 |
| 1877      | Henri-François Delaborde            | historien                                                 |
| 1877      | Jules Delahaye                      | archiviste et homme politique                             |
| 1877      | Auguste Prudhomme                   | archiviste et historien                                   |
| 1878      | Ernest Babelon                      | historien                                                 |
| 1878      | Henri Bouchot                       | historien de l'estampe                                    |
| 1878      | Joseph Delaville-Le Roulx           | historien                                                 |
| 1878      | Paul Durrieu                        | conservateur et historien                                 |
| 1878      | Jules Flammermont                   | historien                                                 |
| 1878      | Alfred Leroux                       | archiviste et historien                                   |
| 1878      | Édouard Philipon                    | homme politique et magistrat                              |
| 1878      | Émile Raunié                        | historien                                                 |
| 1878      | Antoine Thomas                      | philologue                                                |
| 1879      | Fernand Bournon                     | archiviste et historien                                   |
| 1879      | Paul Fournier                       | historien                                                 |
| 1879      | Émile Molinier                      | historien de l’art                                        |
| 1879      | Joseph Tardif                       | historien du droit                                        |
| 1879      | Noël Valois                         | historien                                                 |
| 1880      | Paul Chevreux                       | archiviste                                                |
| 1880      | Gabriel Hanotaux                    | diplomate et homme politique                              |
| 1880      | Victor Mortet                       | archiviste et bibliothécaire                              |
| 1880      | Georges Philippon                   | historien médiéviste                                      |
| 1881      | Marcel Fournier                     | historien du droit                                        |
| 1881      | Henri Omont                         | bibliothécaire                                            |
| 1882      | Amédée de Bourmont                  | publiciste                                                |
| 1882      | Gustave Kahn                        | poète                                                     |
| 1882      | Charles Mortet                      | bibliographe et bibliothécaire                            |
| 1883      | Jean Argeliès                       | historien et homme politique                              |
| 1883      | Henri de Curzon                     | archiviste et musicologue                                 |
| 1883      | Roland Delachenal                   | historien                                                 |
| 1883      | Émile Haumant                       | linguiste slaviste et historien                           |
| 1883      | Ernest Langlois                     | historien                                                 |
| 1883      | Germain Lefèvre-Pontalis            | archiviste et historien                                   |
| 1883      | Léonce Lex                          | archiviste et historien                                   |
| 1883      | Alfred Martineau                    | haut fonctionnaire et homme politique                     |
| 1884      | Auguste Brutails                    | historien                                                 |
| 1884      | Henri Deloncle                      | journaliste                                               |
| 1884      | Louis Farges                        | diplomate et homme politique                              |
| 1884      | Georges Guigue                      | archiviste et historien                                   |
| 1884      | Maurice Prou                        | historien                                                 |
| 1885      | Marius Barroux                      | archiviste                                                |
| 1885      | Alfred Coville                      | haut fonctionnaire et historien                           |
| 1885      | Frantz Funck-Brentano               | bibliothécaire et historien                               |
| 1885      | Charles-Victor Langlois             | historien médiéviste                                      |
| 1885      | Eugène Lefèvre-Pontalis             | archéologue et historien de l’architecture                |
| 1885      | Henri Stein                         | archiviste et historien                                   |
| 1886      | Charles Baudon de Mony              | historien                                                 |
| 1886      | Camille Bloch                       | archiviste et historien                                   |
| 1886      | Abel Lefranc                        | historien de la littérature                               |
| 1887      | Maurice Clément                     | évêque                                                    |
| 1887      | Ernest Coyecque                     | archiviste et bibliothécaire                              |
| 1887      | Henry d'Allemagne                   | bibliothécaire et historien                               |
| 1887      | Louis de Grandmaison                | historien                                                 |
| 1887      | Albert Isnard                       | bibliothécaire                                            |
| 1887      | Jean Virey                          | historien de l'art                                        |
| 1888      | Charles Bonnier                     | linguiste romaniste et militant politique                 |
| 1888      | Gustave Dupont-Ferrier              | historien                                                 |
| 1888      | Charles-Eudes Bonin                 | archéologue et diplomate                                  |
| 1888      | Louis Finot                         | archéologue et orientaliste                               |
| 1888      | André-Ferdinand Hérold              | écrivain                                                  |
| 1888      | Julien L'Hermitte                   | archiviste                                                |
| 1888      | Jules Viard                         | archiviste et historien                                   |
| 1889      | Louis Batiffol                      | bibliothécaire et historien                               |
| 1889      | Camille Enlart                      | historien                                                 |
| 1889      | Éphraïm Mikhaël                     | poète                                                     |
| 1889      | Auguste Picard                      | éditeur et libraire                                       |
| 1889      | Charles Portal                      | archiviste et historien                                   |
| 1890      | Léon-Honoré Labande                 | bibliothécaire et historien                               |
| 1890      | Ferdinand Lot                       | historien                                                 |
| 1890      | Charles Petit-Dutaillis             | historien                                                 |
| 1890      | Adrien Planchenault                 | historien et homme politique                              |
| 1890      | Marcel Poëte                        | bibliothécaire et historien                               |
| 1891      | René Merlet                         | archiviste                                                |
| 1892      | Charles Andler                      | germaniste                                                |
| 1892      | Joseph de Croy                      | historien                                                 |
| 1892      | Charles de La Roncière              | bibliothécaire et historien                               |
| 1892      | Pierre Quillard                     | poète                                                     |
| 1892      | Pierre de Vaissière                 | historien                                                 |
| 1893      | Léon Mirot                          | archiviste                                                |
| 1893      | Emmanuel de Peretti de La Rocca     | diplomate                                                 |
| 1894      | Octave Join-Lambert                 | archéologue et peintre                                    |
| 1894      | Ernest Laurain                      | historien                                                 |
| 1895      | Henri Bourde de La Rogerie          | archiviste et historien                                   |
| 1895      | Adolphe Dieudonné                   | archiviste et numismate                                   |
| 1895      | Georges Espinas                     | historien                                                 |
| 1895      | Eugène Hubert                       | archiviste                                                |
| 1895      | Paul Le Cacheux                     | archiviste et historien                                   |
| 1895      | Louis Madelin                       | historien et homme politique                              |
| 1895      | Georges Riat                        | écrivain, historien et critique d'art                     |
| 1896      | Noël Thiollier                      | archiviste, historien d'art, notaire                      |
| 1897      | Georges de Manteyer                 | archiviste                                                |
| 1897      | Louis Germain-Martin                | historien et homme politique                              |
| 1897      | Philippe Lauer                      | bibliothécaire                                            |
| 1897      | Jules Mathorez                      | haut fonctionnaire et historien                           |
| 1898      | Pierre Aubry                        | musicologue                                               |
| 1898      | Pierre Caron                        | archiviste et historien                                   |
| 1898      | Émile Dacier                        | bibliothécaire et historien de l'art                      |
| 1898      | Roger Grand                         | historien du droit et homme politique                     |
| 1898      | Léon Levillain                      | historien                                                 |
| 1898      | Gabriel Pérouse                     | archiviste et historien                                   |
| 1898      | Joseph Poux                         | archiviste et historien                                   |
| 1898      | Mario Schiff                        | linguiste et traducteur                                   |
| 1899      | Ferdinand Chalandon                 | historien                                                 |
| 1899      | Georges Gazier                      | bibliothécaire et historien                               |
| 1899      | Charles de Lasteyrie                | banquier et homme politique                               |
| 1899      | André Lesort                        | archiviste                                                |
| 1899      | Auguste Le Sourd                    | archiviste et historien                                   |
| 1899      | Charles Oursel                      | archiviste, bibliothécaire et historien                   |
| 1899      | René Poupardin                      | historien                                                 |
| 1900      | Jacques Boulenger                   | historien de la littérature                               |
| 1900      | Joseph Calmette                     | historien                                                 |
| 1900      | Pierre Flament                      | archiviste, mort pour la France                           |
| 1900      | André de Maricourt                  | archiviste et historien                                   |
| 1900      | Louis Serbat                        | collectionneur d'art et industriel                        |
| 1901      | Just Berland                        | archiviste et historien                                   |
| 1901      | Frédéric Duval                      | archiviste et historien, mort pour la France              |
| 1901      | Émile Gabory                        | archiviste et historien                                   |
| 1901      | Paul-André Lemoisne                 | bibliothécaire et historien de l'art                      |
| 1901      | André Pidoux de La Maduère          | écrivain et historien                                     |
| 1901      | Charles Samaran                     | historien                                                 |
| 1902      | Augustin Cochin                     | historien, mort pour la France                            |
| 1902      | Jacques de Dampierre                | historien, homme politique et publiciste                  |
| 1902      | Jean Ebersolt                       | archéologue et historien de l'art                         |
| 1903      | Georges Bourgin                     | archiviste et historien                                   |
| 1903      | Jean de Pange                       | historien                                                 |
| 1903      | Gabriel Esquer                      | archiviste, bibliothécaire et historien                   |
| 1903      | Joseph Girard                       | conservateur                                              |
| 1903      | Maurice Pigallet                    | archiviste et historien                                   |
| 1904      | Robert Anchel                       | archiviste et historien                                   |
| 1904      | Louis Halphen                       | historien médiéviste                                      |
| 1904      | Gabriel Henriot                     | bibliothécaire et historien                               |
| 1905      | Marcel Bouteron                     | bibliothécaire et historien                               |
| 1905      | Armand Boutillier du Retail         | archiviste, bibliothécaire et historien                   |
| 1905      | Raoul Busquet                       | historien                                                 |
| 1905      | Léonce Celier                       | archiviste, dirigeant d'associations et historien         |
| 1905      | Pierre Champion                     | écrivain, historien et homme politique                    |
| 1906      | Paul Cornu                          | bibliothécaire et historien, mort pour la France          |
| 1906      | Paul Dugueyt                        | homme politique                                           |
| 1906      | Paul-Louis Grenier                  | poète occitan                                             |
| 1906      | Maurice Jusselin                    | archiviste et historien                                   |
| 1906      | Roger Martin du Gard                | écrivain                                                  |
| 1907      | Marcel Aubert                       | historien                                                 |
| 1907      | Claude Cochin                       | historien et homme politique                              |
| 1907      | Robert Latouche                     | historien                                                 |
| 1907      | Gabriel de Mun                      | humaniste                                                 |
| 1908      | Robert André-Michel                 | archiviste et historien, mort pour la France              |
| 1908      | André Artonne                       | diplomate                                                 |
| 1908      | Clovis Brunel                       | historien                                                 |
| 1908      | Georges Mathieu                     | archiviste et historien, mort pour la France              |
| 1908      | Albert Mousset                      | journaliste et traducteur                                 |
| 1908      | René-Norbert Sauvage                | archiviste                                                |
| 1908      | Gustave Valmont                     | poète, mort pour la France                                |
| 1909      | Alain de Boüard                     | historien                                                 |
| 1909      | François Gébelin                    | bibliothécaire et historien de l'art                      |
| 1909      | Eugène-Humbert Guitard              | archiviste                                                |
| 1909      | Jean Longnon                        | bibliothécaire et historien                               |
| 1909      | Lucien Romier                       | journaliste et homme politique                            |
| 1910      | Geneviève Aclocque                  | historienne                                               |
| 1910      | Jean Babelon                        | bibliothécaire, historien et numismate                    |
| 1910      | Hyacinthe Chobaut                   | archiviste                                                |
| 1910      | Marcel Godet                        | conservateur et historien, mort pour la France            |
| 1910      | Georges Huisman                     | haut fonctionnaire et homme politique                     |
| 1911      | Joseph Billioud                     | historien de la Provence                                  |
| 1911      | Paul Deschamps                      | conservateur et historien                                 |
| 1911      | Pierre-François Fournier            | archéologue, archiviste, conservateur et historien        |
| 1911      | Jean-Charles Roman d'Amat           | bibliothécaire et historien                               |
| 1911      | Jean Vallery-Radot                  | bibliothécaire et historien                               |
| 1911      | André Vaquier                       | bibliothécaire                                            |
| 1911      | Henri Waquet                        | archiviste et historien                                   |
| 1912      | François Baron                      | poète, mort pour la France                                |
| 1912      | Charles du Fayet de la Tour         |                                                           |
| 1912      | Jean Loew                           | écrivain, mort pour la France                             |
| 1912      | François Mauriac                    | écrivain                                                  |
| 1912      | Maurice Oudot de Dainville          | archiviste et historien                                   |
| 1912      | Jean Verrier                        | historien                                                 |
| 1913      | Émile Dermenghem                    | archiviste, bibliothécaire et journaliste                 |
| 1913      | Joseph Macquart de Terline          | homme d'affaires                                          |
| 1914      | Robert Bossuat                      | philologue                                                |
| 1914      | Paul Boudet                         | archiviste et bibliothécaire                              |
| 1914      | Charles Braibant                    | archiviste et écrivain                                    |
| 1914      | Jacques Mercier                     | mort pour la France                                       |
| 1914      | Barthélemy Pocquet du Haut-Jussé    | bibliothécaire et historien                               |
| 1914      | Léon Rey                            | archéologue                                               |
| 1916      | Jacques de Font-Réaulx              | archiviste                                                |
| 1917      | Bruno Durand                        | archiviste, bibliothécaire et écrivain                    |
| 1917      | François Jourda de Vaux de Foletier | archiviste et historien                                   |
| 1919      | Émile-Guillaume Léonard             | historien du protestantisme                               |
| 1920      | Frédéric Joüon des Longrais         | historien du droit, historien médiéviste et japanologue   |
| 1921      | Suzanne Solente                     | bibliothécaire et historienne                             |
| 1921      | Fernand Benoit                      | archéologue et historien                                  |
| 1921      | Jean de La Monneraye                | bibliothécaire et historien                               |
| 1921      | Jean Marchand                       | bibliothécaire et historien                               |
| 1921      | Louis Martin-Chauffier              | écrivain et journaliste                                   |
| 1921      | Jean Porcher                        | bibliothécaire et historien                               |
| 1921      | Henri Vendel                        | bibliothécaire                                            |
| 1922      | Georges Bataille                    | écrivain                                                  |
| 1923      | Rémi Bourgeois                      | bibliothécaire et archiviste                              |
| 1923      | Gabrielle Duprat                    |                                                           |
| 1923      | Marcel Gouron                       | archiviste et historien                                   |
| 1923      | Félix Grat                          | homme politique                                           |
| 1923      | Georges Tessier                     | diplomatiste et historien                                 |
| 1924      | Henri de Berranger                  | archiviste et historien                                   |
| 1924      | Étienne Delcambre                   | archiviste et historien                                   |
| 1924      | Robert Avezou                       | archiviste et historien                                   |
| 1924      | André Chamson                       | écrivain                                                  |
| 1924      | Jacques Haumont                     | éditeur                                                   |
| 1924      | Pierre Marot                        | historien                                                 |
| 1924      | Jacques Meurgey de Tupigny          | archiviste, généalogiste et héraldiste                    |
| 1924      | Pierre Thomas-Lacroix               | archiviste et historien                                   |
| 1924      | Jeanne Vielliard                    | philologue                                                |
| 1924      | Émile Aurèle Van Moé                | bibliothécaire                                            |
| 1925      | Marcel Baudot                       | archiviste                                                |
| 1925      | Jeanne Bignami-Odier                | bibliothécaire et historienne                             |
| 1925      | Bernard de Gaulejac                 | archéologue et archiviste                                 |
| 1925      | Jean Hubert                         | archéologue                                               |
| 1925      | Alfred Métraux                      | anthropologue                                             |
| 1925      | Pierre Pradel                       | historien de l'art                                        |
| 1926      | François Eygun                      | archéologue et historien                                  |
| 1926      | Pierre Héliot                       | archéologue et bibliothécaire                             |
| 1926      | René Héron de Villefosse            | conservateur et historien                                 |
| 1926      | Jean Mallon                         | historien                                                 |
| 1926      | Lucie Mazauric                      | conservatrice de musée                                    |
| 1926      | Albert Mirot                        | archiviste et historien                                   |
| 1926      | Charles Perrat                      | historien                                                 |
| 1927      | Eddy Bauer                          | historien                                                 |
| 1927      | Pierre Lelièvre                     | bibliothécaire et historien de l'art                      |
| 1927      | Robert Marichal                     | archiviste et paléographe                                 |
| 1927      | Joan Tarré i Sans                   | prêtre, historien et bibliothécaire                       |
| 1927      | Gilette Ziegler                     | écrivain, historienne et journaliste                      |
| 1928      | Marie-Thérèse d'Alverny             | bibliothécaire et historienne                             |
| 1928      | Simone de Saint-Exupéry             | archiviste et écrivain                                    |
| 1928      | Norbert Dufourcq                    | musicologue et organiste                                  |
| 1928      | Étienne Fels                        | historien et industriel                                   |
| 1929      | Roger Glachant                      | archiviste et historien                                   |
| 1929      | Suzanne Clémencet                   | philologue et historienne                                 |
| 1930      | Michel de Boüard                    | archéologue et historien                                  |
| 1930      | Suzanne Dobelmann                   | bibliothécaire et historienne                             |
| 1930      | Jeanne Laurent                      | haute fonctionnaire                                       |
| 1931      | André Berthier                      | archéologue                                               |
| 1931      | Jean Daridan                        | diplomate                                                 |
| 1931      | Pierre Daudet                       | historien du droit                                        |
| 1931      | Michel François                     | historien                                                 |
| 1931      | Edmond-René Labande                 | historien                                                 |
| 1931      | Édith Thomas                        | écrivaine et historienne                                  |
| 1932      | Jean Adhémar                        | historien de l'art                                        |
| 1932      | Henri Boullier de Branche           | archiviste et historien                                   |
| 1932      | Henry Chanteux                      | archiviste et historien                                   |
| 1932      | François de Clermont-Tonnerre       | homme politique                                           |
| 1932      | Francis Salet                       | conservateur et historien                                 |
| 1932      | Pierre Verlet                       | conservateur                                              |
| 1933      | Germaine Lebel                      | bibliothécaire                                            |
| 1933      | Jean-François Lemarignier           | historien et historien du droit                           |
| 1933      | Marie-Josèphe Le Cacheux            | historienne et archiviste                                 |
| 1933      | Anne Lombard-Jourdan                | historienne                                               |
| 1933      | Régine Pernoud                      | archiviste et historienne                                 |
| 1933      | Jean Rott                           | archiviste et historien                                   |
| 1934      | Louis Carolus Barré                 | bibliothécaire et historien                               |
| 1934      | Pierre Courcelle                    | historien                                                 |
| 1934      | Raymond Delatouche                  | agronome et historien                                     |
| 1934      | Edmond Pognon                       | bibliothécaire et historien                               |
| 1935      | Henri-François Buffet               | archiviste                                                |
| 1935      | Maurice Caillet                     | bibliothécaire                                            |
| 1935      | George Flahiff                      | cardinal                                                  |
| 1935      | Lilli Gjerløw                       | archiviste                                                |
| 1935      | Jean-Berthold Mahn                  | historien                                                 |
| 1935      | Marc Thibout                        | conservateur et historien de l'art                        |
| 1936      | Pierre Duparc                       | archiviste et historien du droit                          |
| 1936      | Ernest Hildesheimer                 | archiviste et historien                                   |
| 1936      | Paul Ourliac                        | historien et historien du droit                           |
| 1937      | Marianne Mahn-Lot                   | historienne                                               |
| 1937      | André Vernet                        | historien                                                 |
| 1937      | Henry de Surirey de Saint-Remy      | bibliothécaire et historien                               |
| 1938      | Ngô Dinh-Nhu                        | archiviste et homme politique                             |
| 1939      | Jacques Bénet                       | haut fonctionnaire et homme politique                     |
| 1939      | Marguerite Boulet-Sautel            | historienne du droit                                      |
| 1939      | Hugues-Jean de Dianous              | archiviste, diplomate et linguiste                        |
| 1939      | Alice Garrigoux                     | archiviste                                                |
| 1939      | Thérèse Kleindienst                 | bibliothécaire                                            |
| 1939      | Yves Metman                         | archiviste                                                |
| 1939      | Jean Rigault                        | archiviste, historien                                     |
| 1940      | François Chevalier                  | historien                                                 |
| 1940      | Madeleine Laurain-Portemer          | historienne                                               |
| 1941      | Léonce Bouyssou                     | archiviste                                                |
| 1941      | Michel Durrmeyer                    | résistant                                                 |
| 1941      | Jean Martin-Demézil                 | archiviste                                                |
| 1941      | Jean Rychner                        | historien médiéviste et philologue                        |
| 1942      | René Bargeton                       | haut-fonctionnaire                                        |
| 1942      | Aleksander Gieysztor                | historien                                                 |
| 1942      | Arne Odd Johnsen                    | historien de l'économie et médiéviste                     |
| 1943      | Robert-Henri Bautier                | historien médiéviste                                      |
| 1943      | Paul Bouteiller                     | haut fonctionnaire et historien                           |
| 1943      | André Delmas                        | archiviste et haut fonctionnaire                          |
| 1943      | Pierre Durye                        | archiviste                                                |
| 1943      | Bertrand Gille                      | historien des techniques                                  |
| 1943      | Denise Humbert                      | bibliothécaire                                            |
| 1943      | Marie-Madeleine Martin              | historienne                                               |
| 1943      | Jean Richard                        | historien médiéviste                                      |
| 1944      | Pierre-Marie Gy                     | religieux                                                 |
| 1944      | Didier Ozanam                       | historien                                                 |
| 1945      | Édouard Baratier                    | archiviste et historien                                   |
| 1945      | Raymond Cazelles                    | historien                                                 |
| 1945      | Louis Desgraves                     | bibliothécaire et historien                               |
| 1945      | Claude Dulong                       | historienne                                               |
| 1945      | Lars Otto Grundt                    | philologue                                                |
| 1945      | Félix Reynaud                       | bibliothécaire et historien                               |
| 1946      | Denise Bernot                       | linguiste birmaniste                                      |
| 1946      | Jean Glénisson                      | historien                                                 |
| 1946      | Hubert Landais                      | conservateur et historien de l'art                        |
| 1946      | Gilbert Ouy                         | bibliothécaire et historien                               |
| 1946      | Étienne Trocmé                      | historien des religions                                   |
| 1947      | Guy Beaujouan                       | historien des sciences                                    |
| 1947      | Raymond Collier                     | archiviste et historien                                   |
| 1947      | René Girard                         | philosophe                                                |
| 1947      | Suzanne d'Huart                     | archiviste                                                |
| 1947      | Henri-Jean Martin                   | historien du livre                                        |
| 1947      | Jacques Monfrin                     | philologue                                                |
| 1947      | Henri Polge                         | historien                                                 |
| 1948      | Michel Antoine                      | historien                                                 |
| 1948      | Michel Fleury                       | archéologue                                               |
| 1948      | François Maillard                   | historien médiéviste                                      |
| 1948      | Raymond Oursel                      | archiviste et historien médiéviste                        |
| 1948      | Yves Pérotin                        | archiviste                                                |
| 1948      | Étienne Taillemite                  | archiviste et historien de la marine                      |
| 1949      | Moshé Catane                        | historien et bibliothécaire                               |
| 1949      | Michel Denieul                      | haut fonctionnaire                                        |
| 1949      | Michel Duchein                      | archiviste                                                |
| 1949      | Robert Fossier                      | historien médiéviste                                      |
| 1949      | Lily Greiner                        | bibliothécaire                                            |
| 1949      | Eugène Goyheneche                   | historien                                                 |
| 1949      | Régis de Saint-Jouan                | archiviste et historien                                   |
| 1949      | Marie Thérèse Aubry                 | archiviste                                                |
| 1950      | Yves Bottineau                      | historien de l'art                                        |
| 1950      | René de La Coste-Messelière         | archiviste et historien                                   |
| 1950      | Yvonne Deslandres                   | historienne                                               |
| 1950      | François Lesure                     | bibliothécaire et historien                               |
| 1950      | Marianne Mulon                      | archiviste                                                |
| 1950      | Édouard Pommier                     | historien de l'art                                        |
| 1951      | François Burckard                   | archiviste et historien                                   |
| 1951      | Henri Hours                         | archiviste et historien                                   |
| 1951      | Jacques Thirion                     | historien                                                 |
| 1951      | Christian Wilsdorf                  | archiviste et historien                                   |
| 1953      | Jean Coural                         | historien de l'art                                        |
| 1953      | Anne Denieul-Cormier                | historienne                                               |
| 1954      | Jean-Pierre Babelon                 | historien de l'architecture                               |
| 1954      | Jean Burias                         | archiviste et historien                                   |
| 1954      | Emmanuel Poulle                     | historien des sciences                                    |
| 1955      | Paul-Albert Février                 | historien de l’antiquité                                  |
| 1955      | Françoise Woimant                   | historienne de l'art                                      |
| 1956      | Jean Favier                         | archiviste et historien                                   |
| 1956      | Lucie Favier                        | archiviste et historienne                                 |
| 1957      | Jean-François Bergier               | historien                                                 |
| 1957      | Ivan Cloulas                        | archiviste et historien                                   |
| 1957      | Robert Favreau                      | historien                                                 |
| 1958      | Pierre Boisard                      | archiviste et militant syndical                           |
| 1958      | Jean Vezin                          | codicologue, historien et paléographe                     |
| 1959      | Yves-Marie Bercé                    | historien                                                 |
| 1959      | Gérard Naud                         | archiviste                                                |
| 1960      | Bernard Barbiche                    | historien                                                 |
| 1960      | Jean-Yves Mariotte                  | archiviste et historien                                   |
| 1960      | Christiane Naud                     | archiviste et historienne                                 |
| 1960      | Monique Pelletier                   | bibliothécaire                                            |
| 1961      | Seydou Madani Sy                    | historien du droit                                        |
| 1962      | Daniel Alcouffe                     | historien de l’art                                        |
| 1962      | Jean Cavignac                       | conservateur                                              |
| 1962      | Françoise Hudry                     | philologue                                                |
| 1962      | Bertrand Jestaz                     | conservateur et historien de l’art                        |
| 1963      | Francois Avril                      | bibliothécaire et historien                               |
| 1963      | Jean-René Gaborit                   | historien de l'art                                        |
| 1963      | Denise Hillard                      | bibliothécaire et historienne                             |
| 1963      | Bruno Neveu                         | historien                                                 |
| 1963      | Georges Weill                       | archiviste et historien                                   |
| 1964      | Danielle Élisseeff                  | sinologue                                                 |
| 1964      | Alain Erlande-Brandenburg           | conservateur et historien de l’art                        |
| 1965      | Henri Brincard                      | évêque                                                    |
| 1965      | Alfred Fierro                       | bibliothécaire et historien                               |
| 1966      | Bruno Delmas                        | archiviste et historien                                   |
| 1966      | Brigitte Lainé                      | archiviste et historienne de l'art                        |
| 1967      | Jean Dérens                         | bibliothécaire et historien                               |
| 1967      | Danielle Gaborit-Chopin             | conservatrice et historienne de l'art                     |
| 1967      | Maurice de Germiny                  | évêque                                                    |
| 1967      | Michel Melot                        | bibliothécaire                                            |
| 1968      | Nicole Gotteri                      | archiviste                                                |
| 1969      | Maxime Préaud                       | bibliothécaire et historien de l’estampe                  |
| 1970      | Laure Beaumont-Maillet              | historienne de l’art                                      |
| 1970      | Pascale Bourgain                    | codicologue et historienne                                |
| 1970      | Anne Brenon                         | historienne                                               |
| 1970      | Martine Kahane                      | bibliothécaire et historienne de l'art                    |
| 1970      | Jean-François Le Nail               | archiviste                                                |
| 1970      | Jacques Perot                       | conservateur et historien de l’art                        |
| 1971      | Marie-Paule Arnauld                 | archiviste                                                |
| 1971      | Geneviève Bresc-Bautier             | historienne de l'art                                      |
| 1971      | Alain Guerreau                      | historien                                                 |
| 1971      | Danielle Jacquart                   | historienne médiéviste                                    |
| 1971      | Jean-Claude Schmitt                 | historien                                                 |
| 1971      | Jean Wirth                          | historien                                                 |
| 1972      | Michel Pastoureau                   | historien                                                 |
| 1972      | Jacqueline Sanson                   | bibliothécaire et haute fonctionnaire                     |
| 1973      | Élisabeth Gautier-Desvaux           | archiviste                                                |
| 1973      | Denis Grisel                        | archiviste                                                |
| 1973      | Serge Gruzinski                     | historien de l’Amérique latine                            |
| 1973      | Catherine Massip                    | bibliothécaire et historienne de la musique               |
| 1974      | Françoise Hildesheimer              | archiviste et historienne                                 |
| 1974      | Jean-Marc Léri                      | conservateur                                              |
| 1974      | Jean-Michel Sallmann                | historien                                                 |
| 1975      | Anne-Marie Bertrand                 | bibliothécaire et historienne                             |
| 1975      | Anita Guerreau-Jalabert             | historienne                                               |
| 1975      | Cécile Pozzo di Borgo               | haute fonctionnaire et diplomate                          |
| 1976      | Frédéric Barbier                    | historien du livre                                        |
| 1976      | Catherine Bertho-Lavenir            | historienne et sociologue                                 |
| 1976      | François Dupuigrenet-Desroussilles  | bibliothécaire et historien                               |
| 1976      | Jean-Michel Leniaud                 | historien de l’art                                        |
| 1976      | Claudine Pailhès                    | archiviste et historienne                                 |
| 1976      | Jean-Claude Waquet                  | historien                                                 |
| 1977      | Jacques Berlioz                     | historien                                                 |
| 1977      | Matei Cazacu                        | historien                                                 |
| 1977      | Françoise Waquet                    | historienne                                               |
| 1978      | Francois Bordes                     | archiviste et historien                                   |
| 1980      | Marc Bompaire                       | numismate                                                 |
| 1980      | Dominique de Courcelles             | historienne des idées                                     |
| 1980      | Alain Venturini                     | archiviste et historien                                   |
| 1981      | Jannic Durand                       | conservateur                                              |
| 1981      | Frank Giroud                        | scénariste de bande dessinée                              |
| 1981      | Olivier Guyotjeannin                | diplomatiste et historien                                 |
| 1982      | Josiane Barbier                     | archiviste et historienne                                 |
| 1982      | Christine Nougaret                  | archiviste                                                |
| 1983      | Marie-Anne Chabin                   | archiviste                                                |
| 1983      | Thierry Delcourt                    | bibliothécaire et historien                               |
| 1983      | Agnès Marcetteau-Paul               | bibliothécaire                                            |
| 1983      | Isabelle Neuschwander               | archiviste                                                |
| 1984      | Gilles Éboli                        | bibliothécaire                                            |
| 1984      | Guy-Michel Leproux                  | bibliothécaire et historien                               |
| 1986      | Sophie Jugie                        | conservatrice et historienne de l'art                     |
| 1986      | Caroline Piketty                    | archiviste et historienne                                 |
| 1987      | Patrick Arabeyre                    | historien du droit                                        |
| 1987      | Françoise Banat-Berger              | archiviste                                                |
| 1987      | Thierry Crépin-Leblond              | conservateur et historien de l'art                        |
| 1987      | Bruno Galland                       | archiviste et historien                                   |
| 1988      | Sylvie Aubenas                      | bibliothécaire et historienne de la photographie          |
| 1988      | Marc Smith                          | historien et paléographe                                  |
| 1991      | Marie-Françoise Limon-Bonnet        | archiviste et historienne                                 |
| 1991      | Claire Sibille-de Grimoüard         | archiviste                                                |
| 1992      | Patrice Marcilloux                  | archiviste et universitaire                               |
| 1992      | Bruno Ricard                        | archiviste et historien                                   |
| 1993      | Agnès Callu                         | historienne et historienne de l'art                       |
| 1993      | Alexandre Maral                     | historien et historien de l'art                           |
| 1993      | Olivier Poncet                      | historien                                                 |
| 1993      | Thierry Sarmant                     | archiviste, historien et numismate                        |
| 1994      | Michelle Bubenicek                  | historienne médiéviste                                    |
| 1994      | Raphaële Mouren                     | bibliothécaire et historienne                             |
| 1994      | Évelyne Van den Neste               | archiviste et historienne                                 |
| 1995      | Nicolas Buat                        | historien                                                 |
| 1995      | Ariane James-Sarazin                | historienne de l'art                                      |
| 1995      | Jean-Yves Sarazin                   | bibliothécaire                                            |
| 1996      | Laurent Avezou                      | historien                                                 |
| 1996      | Alban Cerisier                      | archiviste et historien de l'édition                      |
| 1996      | Yves Combeau                        | historien, prêtre et philosophe                           |
| 1996      | Emmanuel Rousseau                   | archiviste                                                |
| 1997      | Jean-François Delmas                | bibliothécaire                                            |
| 1997      | Frédéric Duval                      | philologue                                                |
| 1997      | Christophe Gauthier                 | historien                                                 |
| 1997      | Yann Sordet                         | bibliothécaire                                            |
| 1998      | Xavier Dectot                       | conservateur                                              |
| 1998      | Valérie Mangin                      | scénariste de bande dessinée                              |
| 1998      | Laurent Veyssière                   | archiviste et historien                                   |
| 1999      | Mathias Auclair                     | conservateur                                              |
| 1999      | Kéda Black                          | autrice culinaire                                         |
| 1999      | Sylvio De Franceschi                | historien                                                 |
| 2000      | Olivier Gabet                       | conservateur                                              |
| 2000      | Louis-Gilles Pairault               | archiviste, écrivain et historien                         |
| 2000      | Cédric Giraud                       | historien médiéviste                                      |
| 2000      | Dominique Versavel                  | historienne de la photographie                            |
| 2000      | Laurent Vissière                    | historien                                                 |
| 2001      | Édouard Vasseur                     | archiviste                                                |
| 2004      | Caroline Giron-Panel                | bibliothécaire et musicologue                             |
| 2004      | Séverine Lepape                     | conservatrice et historienne de l'art                     |
| 2004      | François Ploton-Nicollet            | latiniste, numismate et philologue                        |
| 2004      | Annabelle Ténèze                    | conservatrice et historienne de l'art                     |
| 2006      | Vincent Haegele                     | bibliothécaire et historien                               |
| 2007      | Rémi Mathis                         | bibliothécaire et historien                               |
| 2007      | Yann Potin                          | archiviste et historien                                   |
| 2011      | Mathieu Deldicque                   | conservateur et historien de l'art                        |
| 2011      | Charles-Éloi Vial                   | historien                                                 |
| 2013      | Emanuele Arioli                     | philologue et acteur                                      |

## Personnages fictifs
Cette section est une liste d'œuvres de fiction notoires qui comportent un, ou plusieurs personnages chartistes.
| Date      | Œuvre                         | Auteur               | Nom du personnage              |
| --------- | ----------------------------- | -------------------- | ------------------------------ |
| 1881      | Le Crime de Sylvestre Bonnard | Anatole France       | Gélis Sylvestre Bonnard        |
| 1897-1901 | Histoire contemporaine        | Anatole France       | Gabriel Mazure                 |
| 1902      | L'Immoraliste                 | André Gide           | Michel                         |
| 1903      | L'Oblat                       | Joris-Karl Huysmans  | Monsieur Lampre                |
| 1924      | Le Mal                        | François Mauriac     | Fabien Dézaymeries             |
| 1932      | Les Hommes de bonne volonté   | Jules Romains        | Bernard de Saint-Papoul        |
| 1933      | L'Écluse numéro 1             | Georges Simenon      | Jean Ducrau                    |
| 1938      | La Conspiration               | Paul Nizan           | André Simon                    |
| 1971      | Un assassin est mon maître    | Henry de Montherlant | Exupère Saint-Justin           |
| 1975      | Langelot et la Voyante        | Vladimir Volkoff     | Jules Caparadossi              |
| 1974      | La Dentellière                | Pascal Lainé         | Aimery de Béligné              |
| 2007      | Un portefeuille toulousain    | Michel Zink          | Mlle Madeleine Piron-Blanchard |